# Xanthorhoe solitata
Xanthorhoe solitata là một loài bướm đêm trong họ Geometridae.